# Ingelmunster
Ingelmunster là một đô thị ở tỉnh Tây Flanders. Đô thị này chỉ gồm thị trấn Ingelmunster proper. Vào Tháng 1 năm 1 2006, Ingelmunster có dân số 10.617. Tổng diện tích là 16,16 km², với mật độ dân số là is 657 người trên mỗi km².